# Joseph Smith Memorial Building
Das Joseph Smith Memorial Building (ursprünglich Hotel Utah) ist ein Gebäude, das zur Ehre von Joseph Smith benannt wurde. Es befindet sich an der Ecke von Main Street und South Temple in Salt Lake City. Es ist jetzt ein soziales Zentrum mit drei Restaurants. Es ist auch ein Ort für Veranstaltungen, mit 13 Banketträumen, Gastronomiedienstleistungen und einer Floristikabteilung. Einige Stockwerke werden von der Kirche Jesu Christi der Heiligen der Letzten Tage genutzt, vor allem für ihre Arbeit der Ahnenforschung. Am 3. Januar 1978 wurde es aufgenommen in die Liste der National Register of Historic Places als das Hotel Utah.

## Geschichte

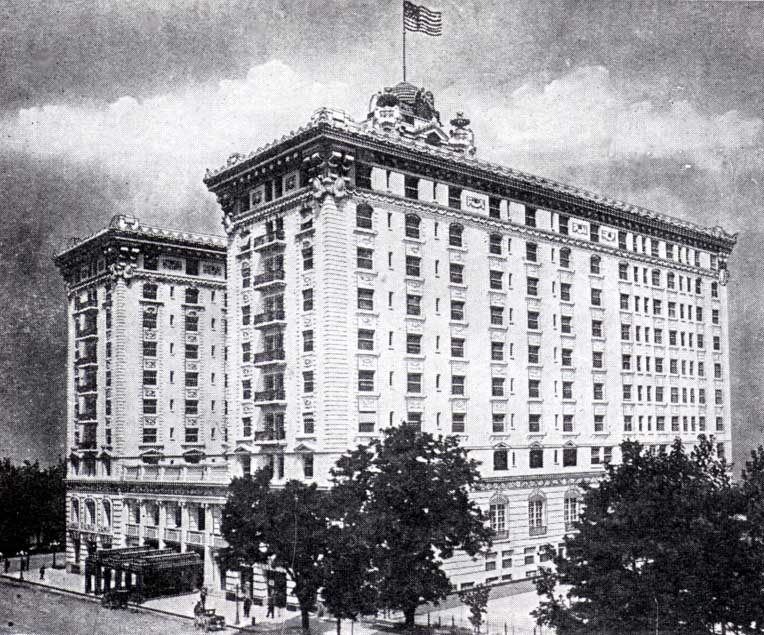
Hotel Utah, 1925.

Die Ecke von Main Street und South Temple war schon immer wichtig in der Geschichte von Utah. Bevor das Hotel in den Jahren 1909 bis 1911 gebaut wurde, befanden sich dort ein Büro der Kirche für den Zehnten, ein Haus zur Versorgung der Armen und die Druckerei der Deseret News (der kirchlichen Nachrichtenagentur). Die Arbeit am Bau des Hotels begann im Juni 1909. Das Hotel wurde entworfen von der Agentur Parkinson and Bergstrom aus Los Angeles. Das Gebäude ist im Neorenaissancestil gebaut. Nach zwei Jahren Bauzeit, am 9. Juni 1911, eröffnete das Hotel. Während die HLT-Kirche der Haupteigentümer des Hotels war, kauften viele mormonische und nicht-mormonische Geschäftsleute Anteile davon, damit die Stadt ein erstklassiges Hotel besitzt.
Die größte und beste Bar des mittleren Westens wurde im Hotel eingerichtet um einen Kredit in Höhe von zwei Millionen Dollar abzubezahlen. Die Finanzierung wurde gesichert von dem damaligen Präsidierenden Bischof Charles W. Nibley. Jedoch musste er in dem Gebäude Alkohol verkaufen, damit er genug Geld hatte, um den Finanzier Charles Baruch zu bezahlen.
Ursprünglich erlaubte das Hotel schwarzes Personal, aber keine schwarzen Gäste. Damit wurden auch berühmte schwarze Berühmtheiten konfrontiert. Lillian Yvanti, Harry Belafonte, Marian Anderson, und Ella Fitzgerald durften nicht im Hotel unterkommen. Anderson wurde es erlaubt, im Hotel zu bleiben. Voraussetzung dafür war jedoch, dass sie nicht den Aufzug benutzte und ihr Essen im Hotelzimmer aß.
Das zehnstöckige Hotel besteht aus einer Beton- und Stahlstruktur. Es ist überzogen mit einer glasierten Terrakottaschicht und Mauerziegeln. Einige Erweiterungen wurden in den folgenden Jahren gebaut. So wurde zum Beispiel an der Nordseite angebaut und die Essensräume auf dem Dach wurden verändert.
Das Gebäude wurde in dem Film Harry mit den langen Fingern (Harry in Your Pocket) (1973) mit James Coburn gezeigt.
Seit dem August 1987 wird das Gebäude nicht mehr als Hotel genutzt. Umbauten und Umgestaltungen wurden eingeführt, damit das Gebäude für die Kirche und die Gemeinschaft weiter benutzt werden kann. Im Jahre 1993 benannte Gordon B. Hinckley das Gebäude mit diesem Namen. Der Grund dafür war, dass viele Gebäude in Utah nach Brigham Young benannt wurden, aber keine nach Joseph Smith.
Im Jahre 2011 wurde das hundertjährige Jubiläum der Fertigstellung des Gebäudes als Hotel Utah gefeiert.

## Heutige Benutzung

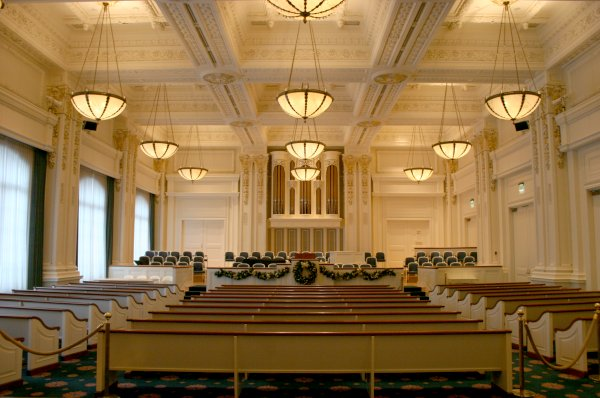
Die Kapelle in dem Joseph Smith Memorial Building.

Die HLT-Kirche benutzt das Gebäude nun folgendermaßen:
- In einer großen, geschichtsträchtigen Lobby steht eine weiße Statue von Joseph Smith. Dort werden oft klassische Musikstücke aufgeführt.
- Das Zentrum für Ahnenforschung, in dem die Öffentlichkeit Computer und Materialien zur Verfügung gestellt bekommt, befindet sich dort.[6]
- Ein Kino, in dem die Öffentlichkeit kostenlos Kirchenfilme wie zum Beispiel Meet the Mormons anschauen kann, ist dort.[7]
- Zwei Restaurants, „das Dach“ und „der Garten“, sind im zehnten Stock und bieten eine Aussicht auf Salt Lake City.[6]
- Im Inneren des Gebäudes sind mehrere administrative Räume der Kirche, besonders für die Ahnenforschung.
- Viele Räume in den unteren Stockwerken können für Hochzeiten und Feste gemietet werden.
- Es gibt eine Kapelle, die für Gottesdienste benutzt wird, die Orgel hat 42 Stimmen, 2484 Pfeifen auf 45 Stufen. Sie hat einen französischen Akzent.[8][9][10]
- Ein Paar Falken haust am Dach des Gebäudes. Es gibt zwei Webcams, die diese beobachten.[11][12]